# Wesley Newcomb
Wesley Newcomb (New York, 20 ottobre 1818 – Ithaca, 26 gennaio 1892) è stato un medico e malacologo statunitense, specializzato nello studio delle chiocciole di terra.

## Biografia
Newcomb nacque a New York il 20 ottobre 1818. Suo padre era il medico Simon Newcomb. Studiò medicina alla Thomas Jefferson University (a quei tempi Jefferson Medical College) e al Castleton Medical College nel Vermont. Lavorò a San Francisco nel 1849 e a Honolulu nel 1850. Qui conobbe il dottor William Hillebrand, studioso della lebbra, e ne divenne suocero. Hillebrand sposò infatti la figliastra di Newcomb, Anna Post, nel 1852. Newcomb identificò circa un centinaio di specie di chiocciole.
Nel 1856 ritornò a New York e da qui si trasferì in Europa nel 1857. Nel 1858 lavorò a Oakland. Nel 1867 la sua collezione zoologica fu comprata da Ezra Cornell e così il malacologo si recò alla Cornell University. Fu per 18 anni, dal 1870 al 1888, curatore del Cornell Museum. Morì a Ithaca, New York, il 26 gennaio 1892.

## Specie descritte da Newcomb
- Modiola peasei Newcomb, 1870 : sinonimo di Amygdalum peasei (Newcomb, 1870)
- Mya hemphilli Newcomb, 1874 : sinonimo di Mya arenaria Linnaeus, 1758
- Proto cornelliana Newcomb, 1870 : sinonimo di  Turbonilla varicosa (A. Adams, 1855)